# 카타르 리얄

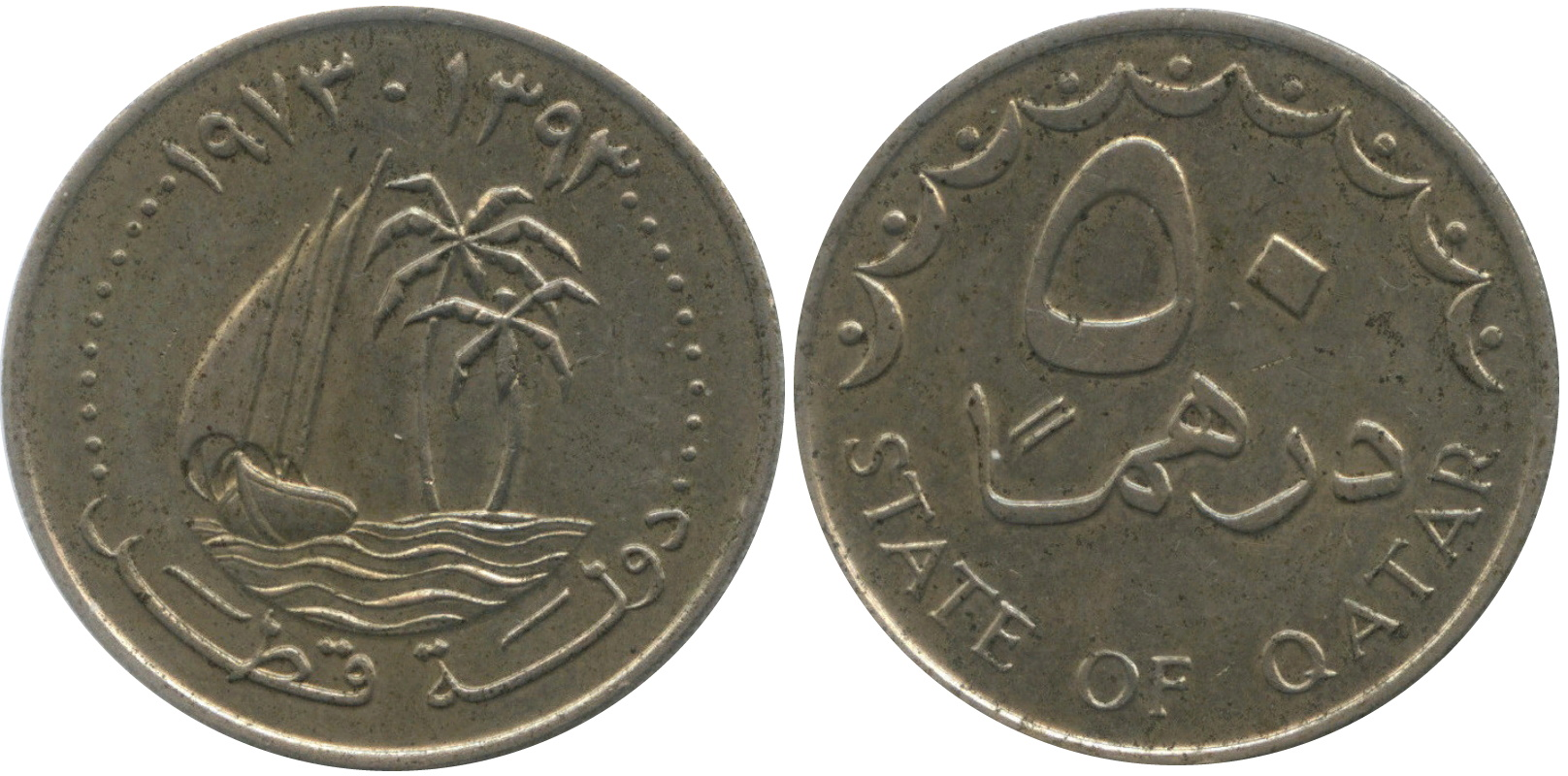

리얄(아랍어: ريال)은 카타르의 통화로 1 리얄은 100 디르함(درهم, dirham)에 해당된다.
카타르는 1980년부터 1 미국 달러 = 3.64 카타르 리얄의 고정 환율을 시행하고 있다. 1, 5, 10, 25, 50 디르함 동전과 1, 5, 10, 50, 100, 200, 500 리얄 지폐가 통용된다.

## 같이 보기
- 카타르의 경제